# Vale Inco Nouvelle-Calédonie
Vale Nouvelle-Calédonie, anciennement Goro Nickel est une entreprise d'extraction de minerai et de production de nickel et cobalt, située dans le sud de la Nouvelle-Calédonie et dont le groupe brésilien Vale, actionnaire majoritaire à hauteur de 95 % (depuis le rachat d'Inco en 2006), est aussi le partenaire technologique jusqu'à sa dernière revente temporaire à son directeur en décembre 2020.
L'usine est mise à l’arrêt le 10 décembre 2020 à la suite des protestations liées à son avenir dans le cadre du processus en cours pour la Nouvelle-Calédonie. En mars 2021, un accord politique  pour le rachat de l’usine préservant un contrôle calédonien  a été trouvé. La nouvelle structure industrielle a été nommée « Prony Resources New Caledonia,,.
En avril 2021, à la suite du redémarrage de l'usine, l'ambition est d'atteindre 20 000 tonnes de nickel dans l'année. Le plan est de produire 35 000 tonnes en 2022, et 45 000 tonnes par an au-delà.
Le nickel est la première ressource de Nouvelle-Calédonie et représente 90 % de ses exportations. Il est produit par trois acteurs : Eramet, Glencore, un trader de matières premières anglo-suisse, et Prony Resources.

## Histoire du chantier

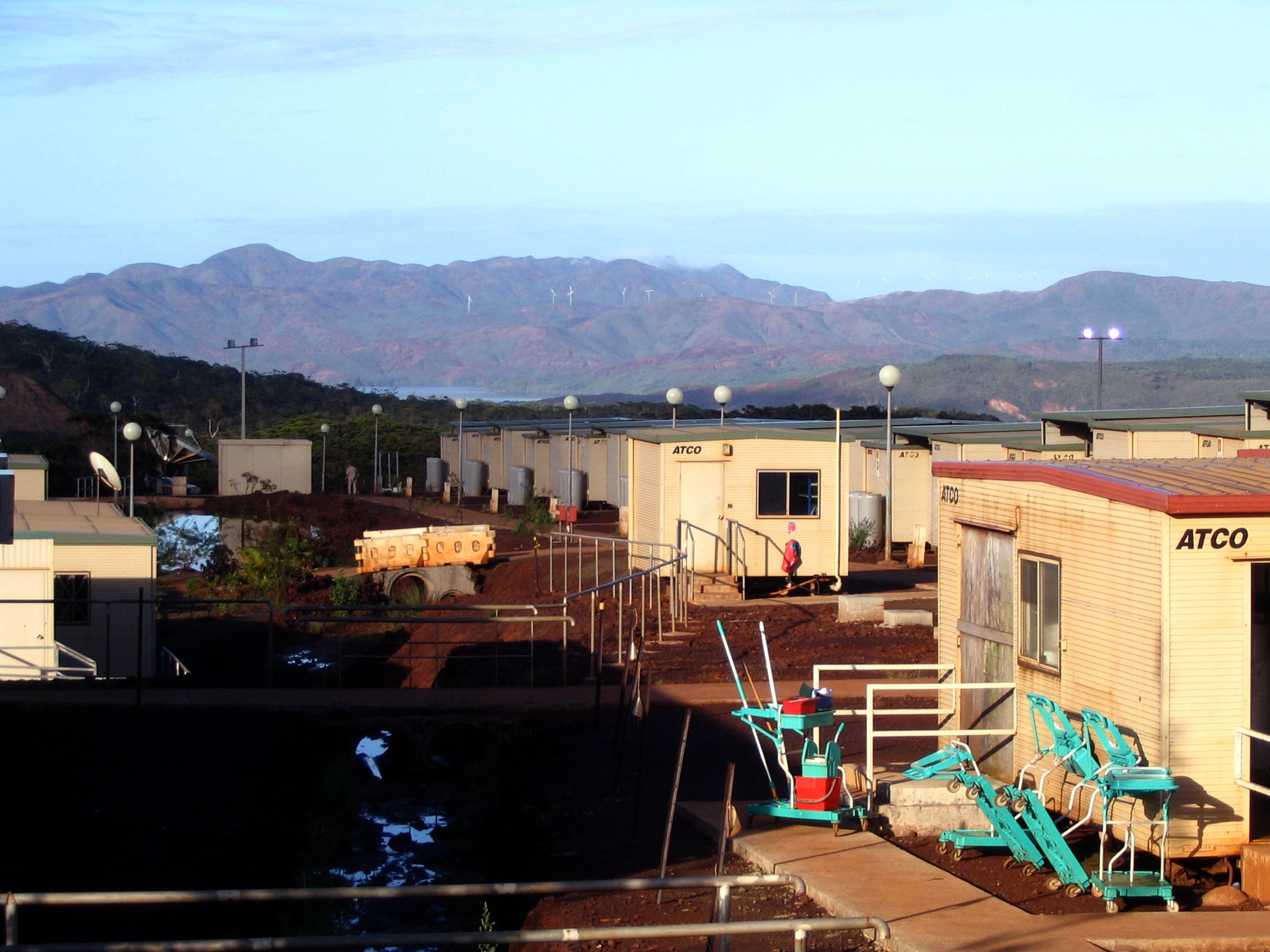
Camp minier du chantier de l'usine

Cette entreprise a été créée afin d'exploiter le gisement du plateau de Goro, commune de Yaté. Le complexe industriel se compose d'une mine à ciel ouvert, d'une usine de traitement du minerai basée sur le procédé hydrometallurgique et d'un port dans la baie de Prony. Ce projet est très important à l'échelle du territoire, avec 3500 emplois dont 1350 directs, soit 5 % de la population active, et l'équivalent de 10 à 12 % du produit intérieur brut annuel du territoire.
Le projet a subi de nombreux retards. Prévue à l'origine en 2004, l'ouverture a été repoussée en raison de nombreux problèmes politiques, environnementaux et économiques. Les associations environnementales s'inquiètent des rejets dans le lagon des effluents de l'usine, dont Inco garantit l'innocuité.
Le démarrage progressif du complexe minier et industriel a débuté en 2010, avec une montée en puissance de la production dès 2011.

## L'usine du Sud

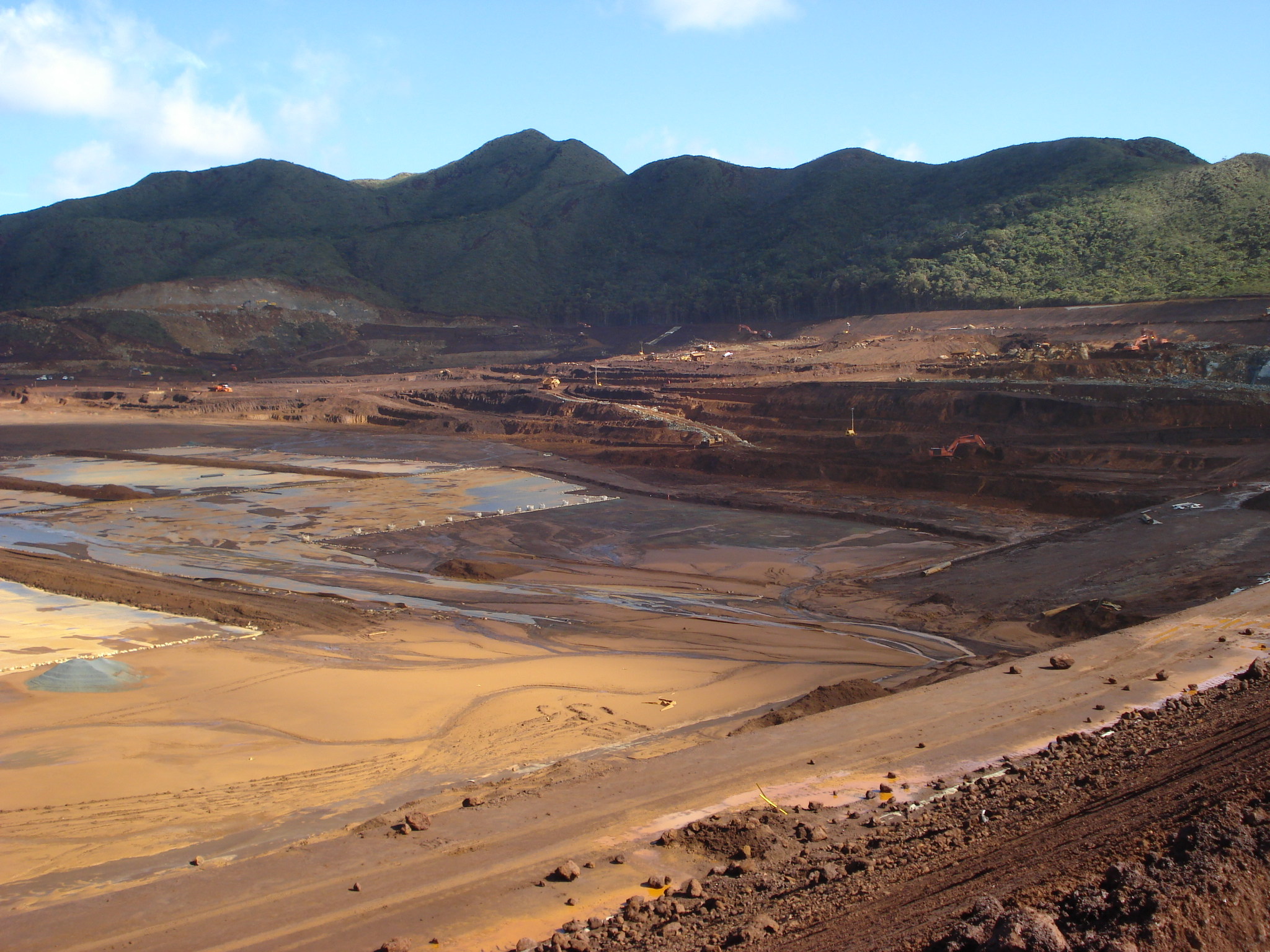
Construction de la zone de stockage de résidus miniers de la Kwe Ouest, Mine de Goro.

L'usine hydrométallurgique doit permettre de traiter de la « terre rouge » (ou latérite) comprenant des basses teneurs de nickel inférieurs à 1,7 % grâce à un procédé de lixiviation par acide sulfurique à 60 bars de pression. Ce procédé de traitement chimique du minerai génère des effluents liquides et solides. Les effluents liquides contiennent des traces des minéraux présents dans le minerai initialement, ils sont traités in-situ dans une unité de traitement des effluents qui permet de rendre le rejet conforme à l’arrêté ICPE du complexe industriel. Les résidus solides sont eux stockés dans un bassin de stockage. Le site est classé HRI (haut risque industriel) correspondant à Seveso 2.  
Les effluents liquides traités sont rejetés dans le canal de la Havannah, zone à forte courantologie, au moyen d'un émissaire. Ce dernier point a été l'objet d'une vive opposition de la part des associations environnementales. Vale s'est conformé aux normes européennes les plus restrictives en la matière, notamment en adoptant le seuil de 1 ppm de teneur en manganèse (seuil français pour les rivières).
Le 21 novembre 2006, le tribunal de grande instance à Paris a reconnu l'existence d'un dommage imminent dû aux risques de pollution des eaux souterraines et du lagon.  Le tribunal a fait interdiction à Goro-Nickel de poursuivre le chantier de destruction massive à la Kwe dans un délai de 48 heures suivant la notification du jugement.
En septembre 2008 un accord est signé entre Vale et les autorités kanaks, engageant l'entreprise sur 30 ans, portant sur un suivi environnemental par les autorités coutumières, le reboisement, le développement  social et économique. Cet accord est considéré comme exemplaire par Haut-Commissariat des Nations unies aux droits de l'homme.
En avril 2009, selon l'association écologiste Coordination de Défense Sud, 44 000 litres d’acide sulfurique pur à 98 % se sont déversés dans le creek de la Baie Nord, tuant immédiatement près de 3 000 poissons, crevettes et anguilles, dont des espèces endémiques. D'après le quotidien Le Monde, Vale Nouvelle-Calédonie a été condamné par le tribunal de Noumea à une amende pour non-respect du code de l'environnement. Il a ensuite été condamné au civil à des dommages et intérêts à verser à 5 associations environnementales locales qui recevront 8 millions de XPF chacune.  
En mai 2012, une corrosion s'est produite sur l'unité de production d’acide sulfurique par suite de la présence d’eau dans les tuyaux .
En mai 2014, une nouvelle fuite de 100000 litres d’effluents d’acide se déverse dans le creek de la baie Nord.
Le 3 décembre 2019, Antonin Beurrier, le président de Vale Nouvelle-Calédonie, annonce que Vale souhaite « passer le relai » et céder les parts que l'entreprise détient (95 % des parts de l'usine, les 5 autres appartenant à la SPMSC, la Société de participation minière du Sud calédonien qui réunit les trois provinces : Sud (50 %), Nord (25 %) et les îles Loyauté (25 %)). Cette décision est motivée par les pertes accumulées « depuis six ans », qui s’élèvent « à vingt milliards CFP fin 2019 ».

## La reprise de l'usine

### Le projet de reprise de New Century Ressources
Alors qu'Antonin Beurrier, PDG de Vale-NC, annonçait le possible rachat de l'usine au début du mois de février 2020, la première offre sérieuse a été formulée par New Century Resources, un important producteur australien de matières premières et notamment de zinc. Vale-NC et New Century Resources décident d'entrer en négociation exclusive le 26 mai, avant de les prolonger le 28 juillet pour 45 jours supplémentaires. Sur le plan financier, la contribution de Vale Canada s'élève au-dessus de 51 milliards CFP. Celle de New Century se chiffre à au moins 20,5 milliards CFP et celle de l'Etat français à une somme similaire. Toutefois, le rachat de Vale-NC est fortement perturbé par des manifestations qui s'organisent autour du collectif « Usine du sud = usine pays » et de différents mouvements indépendantistes comme le FLNKS, DUS, MNSK. Du fait de cet environnement hostile et de problèmes à financer le projet dans son ensemble, New Century Resources décide d'abandonner le rachat de l'usine le 8 septembre 2020 : « New Century Resources Limited informe que l'entreprise a décidé de ne pas poursuivre en présentant d'offre ferme pour la reprise potentielle de 95 % des actions émises par Vale Nouvelle-Calédonie SAS, qui possède et exploite la mine de nickel et de cobalt de Goro en Nouvelle-Calédonie ».

### La reprise calédonienne
Deux projets s'opposent pour la reprise de cette usine : un projet monté autour d'un consortium rassemblant de l'actionnariat public calédonien, de l'actionnariat salarié et des sociétés privés comme le négociant suisse Trafigura ; et un projet monté par la Société financière et de développement de la Province Nord (Sofinor) et Koréa Zinc,.
La reprise de l’usine Vale NC à Goro suscite de vives tensions entre les non-indépendantistes et les indépendantistes. Les premiers défendent une ligne libérale soutenant un partenariat entre des acteurs privés et publics ; les seconds prônent un socialisme industriel, assurant au territoire « la maîtrise de la ressource et le contrôle des outils de production »,.
Ces tensions conduisent à des manifestations, dont certaines sont violentes,. Le site de l'usine Vale NC est plusieurs fois la cible de militants, soutenus par les associations coutumières locales et les indépendantistes, qui s'en prennent au matériel et aux salariés. Vale NC qualifiera les actions de ces militants "d’actes de destruction et de violences contre des salariés", causant au moins "plus de deux milliards CFP de dommages directs, et des dommages indirects". La gendarmerie sera obligée de réaliser plusieurs interventions pour assurer la sécurité du site et de ses habitants,. L'usine est mise à l’arrêt le 10 décembre 2020. En mai 2021, après l'accord finalement conclu sur la reprise de l'usine, alors qu’une trentaine de condamnations ont  été prononcées dans le cadre des exactions contre cette usine entre mars et décembre 2020, le parquet de Nouméa a annoncé que les procédures «visaient maintenant les commanditaires».
En mars 2021, un accord politique pour le rachat de l’usine est trouvé. Le tour de table, estimé à un montant d’au moins 1,2 milliard de dollars, rassemble :
- La Société de participation minière du Sud calédonien (SPMSC), qui inclut les trois provinces calédoniennes, avec 30 % des parts[27] ;
- La compagnie financière de Prony, formée par des cadres de l'usine et par le fonds d'investissement néo-zélandais Agio Global, avec 30 % des parts [28];
- Les salariés et les populations locales, avec 21% des parts[27] ;
- Trafigura, avec 19% des parts[27].

Bien que non-actionnaire, le géant américain de la construction de voitures électriques Tesla intègre le projet pour servir « de conseiller technique dans le développement et l’amélioration du procédé industriel, dans le cadre d’un accord d’approvisionnement à long terme de sa chaîne de production », assurant un débouché durable au « nickel éthique » que devra produire l'usine. Tesla s’engage à lui acheter 42 000 tonnes,(les batteries lithium-ion utilisent du cobalt et du nickel).
L'usine prendra le nom Prony Resources.
Selon Sonia Backès, présidente de la province Sud, l'accord est basé  sur « un nouveau modèle » reposant sur « la maîtrise, la valorisation de la richesse et la préservation de l’environnement ». Les titres miniers du gisement de Goro auquel est adossée l’usine seront détenus par la collectivité de la Province sud et donneront droit à une redevance.
Roch Wamytan, président du Congrès de la Nouvelle-Calédonie, voit, dans la signature de l'accord le 4 mars 2021, « une solution calédonienne et apaisée ». Depuis le 10 décembre 2020, près de 3 000 employés, directs et indirects, sont en chômage partiel.
La garantie financière apportée par l’État a été nécessaire pour que soit finalisé l’accord de reprise de l’usine de nickel de la province Sud dont le groupe brésilien Vale avait décidé de se désengager, mettant fin à plusieurs mois de crise, de blocages et de violence. La contribution totale de l’État s’élève 442 millions d’euros.
La situation de l'usine en 2024 se détériore face aux mauvais rendements, à une énergie coûteuse et à une forte concurrence étrangère qui ont fait plonger dans le rouge les trois usines de raffinage de l’archipel dont Prony Resources (son endettement atteignait déjà 149 millions d’euros à la fin de 2022), où près de 25 % des emplois dépendent de la mine et de la métallurgie.